# دان كانتر (لاعب كرة قدم)
دان كانتر (بالإنجليزية: Dan Canter)‏ هو لاعب كرة قدم أمريكي في مركز الدفاع، ولد في 16 نوفمبر 1961 في نورث بلينفيلد في الولايات المتحدة. شارك مع منتخب الولايات المتحدة لكرة القدم. أما مع النوادي، فقد لعب مع شيكاغو ستينغ وفورت لودردايل سترايكرز ونيويورك كوسموس.